# Lee Jackson (Bassist)

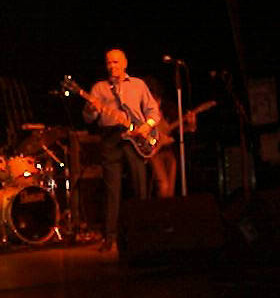
Lee Jackson 2002

Keith Lee Jackson (* 8. Januar 1943 in Newcastle upon Tyne) ist ein britischer Musiker. Er spielte als Bassist bei den Bands Blues Incorporated, The Nice, Jackson Heights und Refugee mit.
Von 1967 bis 1969 war Jackson als Bassist und Sänger bei The Nice. Während sein Bühnenoutfit mit getönter Brille und weiten Hemden perfekt in die Hippie-Zeit passte, war sein Gesang eine Schwäche der Band: Er rezitierte die Texte mehr, als dass er die Melodieführung übernahm. Nach der Auflösung von The Nice gründete er die Band Jackson Heights, bei der er erneut sang und anfangs die Gitarre übernahm, später wechselte er zurück zum Bass und John McBurnie stieg an der Gitarre in die Band ein. Insgesamt produzierten Jackson Heights vier Alben, die allesamt gute Kritiken bekamen, aber sich nicht sonderlich gut verkauften. 1973 gab Jackson diese Band auf und gründete zusammen mit Brian Davison, einem Weggefährten von The Nice, und Patrick Moraz die Band Refugee, die sich aber nach einem Album wieder auflöste, als Moraz zu Yes wechselte. Jackson zog sich vorläufig aus dem Musikgeschäft zurück.
In den 1990er Jahren kehrte Jackson mit einem Bluesprojekt namens Ginger Pig Band zurück. Er wirkte auch bei einer kurzlebigen Reunion von The Nice mit.